# Urte Schwerdtner
Urte Schwerdtner (* 27. September 1963 in Goslar) ist eine deutsche Politikerin (SPD). Sie ist seit November 2021 hauptamtliche Oberbürgermeisterin der niedersächsischen Stadt Goslar.

## Leben
Ihr Abitur machte sie 1983 am Goslarer Christian-von-Dohm-Gymnasium. Danach studierte sie Rechtswissenschaft an der Universität Trier und der Georg-August-Universität Göttingen. Nach ihrer zweiten juristischen Staatsprüfung arbeitete sie ab 1992 erst als Staatsanwältin bei der Staatsanwaltschaft Braunschweig, dann als Richterin am Amtsgericht Goslar und Landgericht Braunschweig. Seit 1997 war sie erneut Richterin am Amtsgericht Goslar, dort seit 2015 stellvertretende Direktorin des Gerichts.
Seit 2011 war Schwerdtner Mitglied im Rat der Stadt Goslar, seit 2014 als SPD-Fraktionsvorsitzende. Sie ist Vorsitzende des Aufsichtsrates des Energieversorgers Harz Energie.
Sie ist verheiratet und hat einen Sohn.

## Oberbürgermeisterin
Am 30. Januar 2021 wurde sie vom Ortsverband der Goslarer SPD zur Oberbürgermeister-Kandidatin gewählt. Bei der Oberbürgermeisterwahl am 26. September 2021 setzte sie sich bei der Stichwahl mit 62,78 Prozent der gültigen Stimmen gegen ihren Amtsvorgänger Oliver Junk (CDU) durch, nachdem sie mit 49,4 Prozent im ersten Wahlgang die absolute Mehrheit nur knapp verfehlt hatte. Die Wahlbeteiligung lag bei der Stichwahl bei 63,5 Prozent.